# Journal of Women’s History
Journal of Women's History – amerykańskie pismo naukowe założone w 1989 roku. Jest to pierwsze czasopismo naukowe poświęcone wyłącznie historii kobiet. Magazyn przyjmuje teksty na temat kobiet, gender i feminizmu dotyczące każdego państwa, regionu i okresu historycznego. Pismo jest wydawane raz na kwartał przez Johns Hopkins University Press. Nakład wynosi 684 sztuki, a przeciętna długość wydania to 200 stron.